# El Espacio (Colombia)
El Espacio fue un diario colombiano, de Bogotá, Colombia, fundado en 1965 por Ciro Gómez Mejía. Fue pionero de la prensa amarilla en Bogotá y en Colombia: su primera página incluía siempre titulares en grandes caracteres, vistos proporcionalmente como mayores por el tamaño reducido de sus páginas (tabloide).

## Historia
Ciro Gómez, Teresa Ardila, Jaime Ardila y Rafael Ortiz crearon la Editorial Argos, la cual se encargó de importar los nuevos equipos y maquinaria que se mostraron en la conferencia de la S.I.P Después, fundaron El Espacio, un diario vespertino de tendencia política liberal, cuya primera publicación fue el 10 de abril de 1965.
Los miembros de la junta directiva del Banco de la República, cuyo gerente era Dr. Eduardo Arias Robledo, agilizaron las operaciones financieras que permitieron traer e instalar los talleres de Editorial Argos y El Espacio. Gracias a estas operaciones se produjeron una serie de nuevos planes y consignas económicas para que se aplicaran a la economía de Colombia en materia de medios de comunicación, inflación y libertad de importaciones.
Como suele suceder con ese tipo de publicaciones, en una época llegó a alcanzar amplia circulación nacional. El encarcelamiento del heredero propietario y entonces gobernador del departamento de Cundinamarca y la competencia de los tabloides gratuitos lo sacaron de la circulación como impreso el 23 de noviembre de 2013. Lo adquirió el empresario y periodista Roberto Esper Rebaje, dueño y fundador del diario La Libertad.

### Filosofía de su primera etapa
Inspiración sensacionalista, dirigida a captar los segmentos más primarios de la sociedad:
- Desde su inicio, y siguiendo el estilo de la prensa amarillista del mundo, siempre tuvo en su portada titulares en grandes caracteres, a menudo el principal de lado a lado de la página; con el tiempo, evolucionó a destacar allí los crímenes más sangrientos y ayuda social, con fotografías incluidas.

- También se exponia la fotografía de una modelo semi o completamente desnuda, sin ser explícita; esa fotografía ocupaba la mitad izquierda de la antepenúltima página, y era el gancho para la otra mitad. Al lado, estaban unos escritos tan escasos como la ropa de la modelo, en los que una frase se interrumpía en la mitad y continuaba en otro párrafo separado por asteriscos u otros símbolos; eran obra del periodista Yamid Amat, que firmaba como Juan Lumumba, y quien llevó el mismo estilo corregido y aumentado, al desaparecido vespertino El Bogotano, una de cuyas obras cumbres fue el titular del maremoto en Bolivia.[7]

Esas dos características, sumadas a la abundante publicidad de productos de sexo, astrología y brujería, esa estrategia mercantil permitió a la familia Ardila construir un verdadero emporio económico, que les dio para comprar un apartamento en la torre Trump de Nueva York, y político que llevó a Pablo Ardila hasta la gobernación de Cundinamarca.
Equipo de trabajo en los años 60
- Redactor: Luis Fernando Botero.
- Económicas: Augusto Díaz Calderón.
- Asuntos locales: Alfonso Alzate Londoño Pardo.
- Deportivas e internacionales: Humberto Chamorro.
- Judiciales: Fernando Castillo.
- Sociales: Gladis Sicard.
- Generales: Antonio Toledo y Hernando Correa.
- Coordinador: Eduardo Fresneda.
- Director de composición: Ignacio Becerra Escobar.
- Fotógrafos: Miguel Díaz, Aurelio Jiménez y Vladimiro Posada.
- Servicios Generales: Olinda Varón de González

### En elsigloXXI
El Espacio conservó durante casi 50 años el formato tabloide universal, pero para su renovación pasó al formato universal. En un principio El Espacio siguió una línea política cercana a la del Partido Liberal. El Espacio sacó la primera edición totalmente digital hacia el año 2005 en Colombia, y fue el primer diario suramericano en obtener la certificación G7 en la segunda etapa del Programa Mipyme Bogotá Gráfica realizada por la Alcaldía de Bogotá en los años 2010 y 2011. Por El Espacio pasaron personas públicas de Colombia, como Jorge Gaitán Durán, Carlos Lemos Simmonds, Juan Gossaín, Ernesto Samper Pizano, Julio César Sánchez García, Heraclio Fernández Sandoval, y Yamid Amat (quien firmaba con el seudónimo de Juan Lumumba, la sección que apareció luego, y hasta hoy, como de Juan sin Miedo). Trabajó allí en los 90a. el destacado cronista Héctor Sarasti.
La línea editorial, muestra de lo que fue el periódico en general, evolucionó hacia cada vez menos textil y más piel, y poses más osadas, y aprovechando la impresión en colores, en el otro campo apareció la sangre, cada vez más abundante, y las fotografías cada vez más escabrosas. Ya en la etapa exclusivamente digital, continúa ese editorial con la misma estética.

## Portal de Internet
El portal de internet de  surgió el 18 de noviembre de 2002 para mantener la publicación, ante la competencia de los tabloides gratuitos. En 2005 participó en los premios CPB (Círculo de periodistas de Bogotá) en la categoría de portal de internet y caricaturas.